# 品牌長
首席品牌官（英語：Chief Brand Officer，臺灣稱品牌長或品牌總監；中国大陆称首席品牌官），為企業、組織中，專門負責品牌管理事務、具決策權責的高階管理人員。
通常擔任此一職務者，須陳請同一企業或組織中的最高決策者之同意而開展公司的品牌策略及相關管理事務。

## 職務權責
品牌長是企業內一個比較新定的高級管理職務；他們須經由宣導一個或多個品牌的形象、經驗和承諾，以便於綜合多項元素之後，其品牌權益與企業形象結合或一致。因此，他們要前瞻，並有效統合企業內的行銷、廣告、設計、公共關係和顧客服務事務或部門的業務。近期以來，品牌權益的內涵與形成，被視為是品牌長最重要的職責。

## 職務重要性
南非有一則與品牌管理有關的文章指出：各企業需要增設品牌長一職，以便專司品牌權益的塑造。這個需要一直在成長之中。肇因是許多企業缺乏有效的品牌領導；這個缺乏，導致品牌經營的失敗。而此一失敗是因為品牌無法對應上顧客的期待和因應快速變化的競爭形勢，由此使企業失去了進一步成長的機會。

## 企業品牌長
許多企業設有品牌長一職，他們是：
- Stephanie McMahon（世界摔角娛樂）
- Srinivas Kumar（31冰淇淋全球品牌業務）
- Michael Keller（冰雪皇后）
- Will Kussell（Dunkin' Brands, Inc.）[6]
- Trey Hall（Boston Market Corporation）
- Phil Mcaveety（喜達屋酒店及度假酒店國際集團）[7]
- Mark I. McCallum（布朗霍文）[8]
- Danny Meisenheimer（Souper Salad, Inc.）[9]
- Wade Oosterman（加拿大貝爾）[10]
- Ken Block（DC Shoes）
- Cesare Avenia（愛立信）[11]
- Capt. Samarth Singh（Resume Online, Inc.）[12]
- Kevin Newell（麥當勞）

## 外部連結
- McDonald's names chief brand officer（路透社） Archive.today的存檔，存档日期2013-04-27（英文）